# Gaëtan

Photomatou, 1995, tinta-da-china sobre papel, 42 x 31 cm

Gaëtan Lampo Martins de Oliveira (Luanda, 1944 — Lisboa, 9 de julho de 2019) foi um artista plástico português.

## Biografia / Obra
A sua obra desenvolve-se essencialmente na área do desenho. "Após um começo de percurso, no final dos anos 70, em que o papel é utilizado, já não como suporte, mas como material a modelar, o seu trabalho comunga as tendências vanguardistas então em voga e respetivos leitmotiven, […] principiando a esboçar-se […] um apelo à transgressão feito através da mediação do próprio corpo". Utilizando um registo pessoal (entre o risco rápido e violento e a garatuja quase impercetível), a partir de 1981 Gaëtan centra-se na autorrepresentação, que irá tratar de modo continuado e obsessivo, "numa arte de fuga, feita através de variações sobre o mesmo tema, o seu rosto". 
Expôs individualmente pela primeira vez em 1978. Participou em múltiplas exposições coletivas, entre as quais: XXI Biennale de Paris (1980); Depois do Modernismo,Sociedade Nacional de Belas-Artes, Lisboa (1983); Tríptico, Museum van het Hedendaagse Kunst, Gent (1991); Drawing Towards a Distant Shore: Selections from Portugal, The Drawing Center, New York (1994); Meio Século de Arte Portuguesa, 1944-2004, Museu do Chiado, Lisboa (2004). 
Entre as suas exposições individuais destaca-se a que realizou em 1996 no Centro de Arte Moderna José de Azeredo Perdigão, Fundação Calouste Gulbenkian, Lisboa. À data da sua morte preparava uma segunda individual importante para a Fundação Carmona e Costa.
Está representado em coleções públicas e privadas, nomeadamente: Centro de Arte Moderna, Fundação Calouste Gulbenkian, Lisboa; Fundação Luso-Americana, Lisboa; Caixa Geral de Depósitos, Lisboa; Museu de Arte Contemporânea, Funchal; Ministério da Cultura, Lisboa; Fundação Carmona e Costa, Lisboa; Ar.Co, Centro de Arte e Comunicação Visual, Lisboa; etc.
Morreu a 10 de julho de 2019, vítima de cancro.

## Ligações Externas
- Galeria Miguel Nabinho - Gaëtan. Página visitada em 18-04-2019.
- Centro de Arte Moderna José de Azeredo Perdigão, Fundação Calouste Gulbenkian – Gaëtan. Página visitada em 15-7-2012.